# Waiting for Tonight
Waiting for Tonight è un singolo della cantante statunitense Jennifer Lopez, pubblicato il 16 novembre 1999 come terzo estratto dal suo primo album in studio On the 6.

## Descrizione
Originariamente registrato dal trio femminile statunitense 3rd Party per il loro album del 1997 Alive, il brano è diventato popolare solo nella cover di Jennifer Lopez; pur essendo una reinterpretazione, è ricordato tuttora come un pezzo riconducibile alla Lopez. La canzone è stata scritta da Maria Christiansen, Michael Garvin e Phil Temple, e prodotta nella versione della Lopez da Ric Wake.
Del brano è stato pubblicato anche una versione remix di Hex Hector,  oltre una versione in spagnolo intitolata Una Noche Más (Un'altra notte). Nel 2006, il gruppo Italiano Lil' Love ne ha anche registrato una reinterpretazione in versione house. Infine, il brano è anche inserito nella colonna sonora del popolare videogioco musicale Dance Dance Revolution.
Waiting for Tonight è stata nominata per un Grammy Award nel 2000 come "miglior canzone dance". Lo stesso anno, il video ha vinto l'MTV Video Music Awards come "miglior video dance", oltre ad essere stato nominato anche nella categoria "miglior coreografia".
La Lopez ha eseguito il brano numerose volte in programmi televisivi e concerti, e anche in un episodio della sitcom Will & Grace e Il laboratorio di Dexter (Dexter's Laboratory) per Cartoon Network.

## Video musicale
Il video musicale di "Waiting for Tonight" è stato girato a Los Angeles. Una parte è stata girata al Los Angeles Arboretum. Lopez ha filmato il video musicale tra una pausa nelle riprese del film The Cell - La cellula. Il video è stato diretto da Francis Lawrence, il cui lavoro Lopez aveva ammirato. Sebbene il video abbia un tema di Capodanno che riflette l'allora prossimo millennio, i testi stessi non hanno nulla a che fare con una celebrazione di Capodanno. La canzone parla di Lopez che è innamorata e non vede l'ora di passare del tempo con il suo ragazzo, quindi sta "aspettando stasera". Tuttavia, parlando del concetto del video, Lopez ha detto: "Volevo che fosse divertente e avesse un certo tipo di energia e lui (Lawrence) è tornato con il trattamento del video in cui era questa festa del millennio nella giungla. Solo nel modo in cui l'ha descritto, sembrava perfetto, il tipo di cosa che volevo davvero fare, quindi l'abbiamo semplicemente accettato." Durante il casting di extras per il video musicale, Lopez ha sottolineato che voleva che coloro che le apparivano intorno sembrassero "reali persone". Per il video ha lavorato con la coreografa Tina Landon, che in precedenza aveva assunto una Lopez nelle prime fasi della carriera come ballerina di riserva per Janet Jackson. Anche Landon è apparsa nella clip come comparsa. È stata distribuita una seconda versione del video musicale contenente il remix di Hex Hector della canzone, successivamente incluso nel suo lungometraggio The Reel Me (2003). La creazione di "Waiting for Tonight" è stata documentata e mandata in onda da MTV in Making the Video. Cheryl Lu-Lien Tan del Baltimore Sun ha dichiarato di aver rivelato le "acrobazie di danza che sfidano la morte" che Lopez ha intrapreso, "indossando tacchi a spillo e un micro-mini per eseguire elaborati giochi di gambe su una stretta piattaforma di plexiglass alta sei piedi mentre le telecamere la riprendevano da ogni possibile angolazione provocatoria". Il video musicale è stato presentato in anteprima subito dopo lo speciale Making the Video su MTV, il 23 agosto 1999.

## Tracce
- CD single

1. "Waiting for Tonight" (Metro Mix) (5:52)
2. "Waiting for Tonight" (Pablo's Miami Mix Radio Edit)
3. "Waiting for Tonight" (Hex's Momentous Radio Mix)

- Australian CD 1

1. "Waiting for Tonight" (Album Version)
2. "Waiting for Tonight" (Pablo's Miami Mix Spanglish Radio Edit)
3. "Waiting for Tonight" (Hex's Momentous Radio Mix)
4. "If You Had My Love" (Metro Mix)

- Australian CD 2

1. "Waiting for Tonight" (Hex's Momentous Club Mix)
2. "Waiting for Tonight" (Hex's Momentous Dub Mix)
3. "Waiting for Tonight" (Metro Mix) (5:52)
4. "Waiting for Tonight" (Pablo Flores Miami Mix - Spanglish)
5. "Waiting for Tonight" (Hex's Momentous Radio Edit)

- UK CD 1

1. "Waiting for Tonight"
2. "Waiting for Tonight" (Hex's Momentous Radio Edit)
3. "Waiting for Tonight" (Futureshock Midnight at Mambo Remix) (8:33)

- UK CD 2

1. "Waiting for Tonight"
2. "Waiting for Tonight" (Metro Mix) (5:52)
3. "Waiting for Tonight" (Pablo's Miami Mix Radio Edit)

- U.S. 12" 1

1. "Waiting for Tonight" (Metro Club Mix)
2. "Waiting for Tonight" (Album Version)
3. "Waiting for Tonight" (Pablo Flores Miami mix)

- U.S. 12" 2

1. "Waiting for Tonight" (Hex's Momentous Club Mix)
2. "Waiting for Tonight" (Pablo Flores Spanglish Miami Radio Edit)
3. "Waiting for Tonight" (Pablo Flores Miami Mix)
4. "Waiting for Tonight" (Hex's Momentous Video Edit)

- U.S. 12" 3

1. "Una Noche Más" (Pablo Flores Miami Mix)
2. "Waiting for Tonight" (Hex's Momentous Dub)
3. "Waiting for Tonight" (Matt & Vito's Vox Club Mix)
4. "Waiting for Tonight" (Power Dub)

- U.S. promo 12" single

1. "Waiting for Tonight" (Hex's Momentous Club Mix)
2. "Waiting for Tonight" (Hex's Momentous A Cappella)
3. "Waiting for Tonight" (Pablo's Miami Mix)
4. "Waiting for Tonight" (Pablo's Miami Mix - Spanglish Radio Edit)

## Classifiche
| Classifica (1999) | Posizione massima |
| ----------------- | ----------------- |
| Australia         | 4                 |
| Austria           | 24                |
| Belgio (Fiandre)  | 15                |
| Belgio (Vallonia) | 4                 |
| Canada            | 9                 |
| Finlandia         | 8                 |
| Francia           | 10                |
| Germania          | 15                |
| Irlanda           | 13                |
| Italia            | 6                 |
| Norvegia          | 11                |
| Nuova Zelanda     | 5                 |
| Paesi Bassi       | 7                 |
| Regno Unito       | 5                 |
| Stati Uniti       | 8                 |
| Svezia            | 16                |
| Svizzera          | 14                |